# Emilio Comba
Emilio Comba (31 de agosto de 1839-3 de septiembre de 1904) fue un célebre pastor e historiador  valdense. Él y sus amigos de la Revista Cristiana y de la Editora Claudiana participaron en una contienda cultural muy exigente en dos frentes. 
En primer lugar, en contra de la proliferación de las supersticiones y leyendas que constituían el contexto religioso de Italia, contra la credulidad religiosa que continúa siendo alentada por algunos sectores de la Iglesia católica, desde la sangre de San Genaro a la Sábana Santa; y la segunda batalla fue de naturaleza historiográfica, dentro del mismo ambiente valdense, que tenía como tema central los orígenes del movimiento.
Como se sabe, la tradición se remonta a la Edad Media, asumida por los historiadores, consideraban hacer descender a los valdenses de los antiguos creyentes refugiados en los Valles desde el tiempo de la iglesia primitiva, a los que Valdo y sus seguidores se habían simplemente unido. Fue una leyenda que dio un significado muy preciso al testimonio y constituyó un elemento esencial de la identidad de los Valdenses; nadie se mostró, en ese momento, dispuesto a renunciar a lo que se consideraba una verdad indiscutida e indiscutible.
Emilio Comba desafió al mundo entero de sus compañeros de equipo en nombre de la verdad histórica. El movimiento de los Pobres de Lyon, es decir, los Valdenses, afirmaba en su libro de 1880 "Storia dei Valdesi avanti la Reforma", que había nacido con Valdo de Lyon en el siglo XII.

... esta es la verdad histórica y debe ser aceptada aun si pone de cabeza nuestra visión de la realidad y de la fe: si la fe teme a la verdad, no es una verdadera fe
G. Tourn, ya citado

Sin embargo, 6 años más tarde parecía no estar tan seguro. En efecto, en 1886, en su folleto: ¿Quiénes son los valdenses?  comparaba la influencia de los Valdenses con el río Nilo, que debe su origen a una fuente aún nublada en la oscuridad. Señaló que algunos escritores trazan el origen de la iglesia valdense a las primeras persecuciones de los cristianos por los romanos, otros a la época de Vigilantius o de Claudio, obispo de Turín, mientras que otros ven a la iglesia valdense aparecer por primera vez en el siglo XII. Y luego declaró claramente que lo único que puede demostrarse claramente es que el origen de los valdenses está muy relacionado con el estudio de las Escrituras.

## Descendencia
En 1922 la Facultad de Teología Valdense se transfirió de Florencia a Roma. Su hijo Teófilo Ernesto Comba fue profesor de dicha facultad.
Ernesto también escribió un libro sobre la historia de los valdenses: "Storia dei Valdesi", publicado en Torre Pellice, capital de los Valles Valdenses, en 1923. Se publicó una traducción holandesa en 1927. En el primer capítulo se nos asegura que al menos ya en siglo IV había iglesias florecientes en los valles de Piamonte. El capítulo también se dice que podemos aceptar la convicción de Monastier de que la Iglesia Valdense es el vínculo de conexión entre las iglesias cristianas antiguas y las iglesias evangélicas posteriores. Las dilucidaciones sobre el tema siguen vigentes.

...es oportuno hacer resaltar que los primitivos valdenses no se jactaron nunca de una directa descendencia apostólica, en el sentido rigurosamente histórico y con preocupaciones de orden genealógico: afirmaron sí, ser los sucesores de los apóstoles por cuanto recogieron la heredad de su pensamiento religioso. Y en verdad, tomado en un sentido puramente ideal, se anudan a los primeros tiempos de los pregoneros del Evangelio, mediante una gloriosa cadena de precursores, puesto que precursores de los Valdenses pueden considerarse todos los espíritus selectos que, en los siglos anteriores, se habían levantado en contra de la corrupción de la fe y de las costumbres, tratando de reconducir a la Iglesia de Cristo a la pureza y simplicidad primitivas.
Ernesto Comba. Historia de los Valdenses.Parte I. Capítulo 1 - Los Orígenes

## Publicaciones
- 1880 Storia dei Valdesi avanti la Reforma
- 1885 Un sínodo anabattista a Venezia anno 1550
- 1897 I Nostri Protestanti - 2 volúmenes